# 旭站 (高知縣)
旭站（日语：／ Asahi eki */?）是一位於日本高知縣高知市旭站前町、隸屬於四國旅客鐵道（JR四國）的鐵路車站。車站編號為K03，是高知市內另外一個特急停車站。現時除了上下共四班特急列車會通過本站外，其他班次皆會停靠。車站內的標示版稱本站為「地藏菩薩的許願站」（日語：おもかる地蔵尊の駅，「おもかる」的相對漢字為「重輕」，意指一般神社所供奉的許願石）。
在日本國鐵時代，共有四個站的站名均稱作「旭站」，其中肥前旭站採用了令制國時代的稱號在前，而位於北海道名寄本線的車站，也隨著鐵路廢線而廢站，現時只有位於千葉縣旭市，JR東日本總武本線的旭站仍然運作中。因此，JR電腦車票上會以「（土）旭」代表本站以作區分。
由本站至伊野站為止，土讚線與土佐電交通伊野線並行，本站出站後向南行約300米便是土佐電氣鐵道的旭站前通站。

## 車站結構
站舍為單層建築。內設有站務員、候車大堂及商店，商店由JR四國附屬的麵包店所經營，佔全站舍約三分之二的位置。本站屬直營站，由高知站派員售票，不過卻不設綠窗口服務。
設有兩個側式月台，靠近站舍為1號月台，月台間有步行天橋連接。2號月台原為島式月台，另一邊為3號月台，本來是用作貨物裝卸留置之用，但由於後來貨運取消，路軌也被拆去，現時變成為車站內的空地，因此2號月台相比1號月台為闊。

### 月台配置
| 月台 | 路線    | 方向 | 目的地                           |
| ---- | ------- | ---- | -------------------------------- |
| 1    | ■土讚線 | 下行 | 伊野、須崎、窪川、中村、宿毛方向 |
| 2    | ■土讚線 | 上行 | 高知、阿波池田、高松、岡山方向   |

## 歷史
- 1924年11月15日：隨著高知線開通，開業。
- 1969年10月1日：托運服務取消。
- 1987年4月1日：日本國鐵分割民營化，車站的營運由JR四國繼承。
- 2005年3月1日：時間表改正，特急列車靠站班次大幅增加。
- 2024年3月16日：終日無人化[1][2]。

## 相鄰車站
※停靠此站的特急「南風」「四萬十」「足摺」（「南風」與「足摺」的一部分通過）的相鄰停靠站參見各列車條目。
四國旅客鐵道（JR四國）
■土讚線
圓行寺口（K02）－旭（K03）－高知商業前（K04）

## 外部連結
- JR四國旭站時間表